# Liste des épisodes de Seinfeld

Cette page présente la liste des épisodes de la série télévisée Seinfeld.

## Pilote (1989)
1. La Douche froide (The Seinfeld Chronicles alias Good News, Bad News)

## Première saison (1990)
1. Pilote : La douche froide (Good News, Bad News)
2. Le Casse-pieds (Male Unbonding)
3. Jalousie (The Stakeout)
4. Le Cambriolage (The Robbery)
5. Les Joies de la bourse (The Stock Tip)

## Deuxième saison (1991)
1. La Belle et les Bêtes (The Ex-Girlfriend)
2. La Gaffe (The Pony Remark)
3. Pas de bol (The Busboy)
4. Un heureux événement (The Baby Shower)
5. Blouson blues (The Jacket)
6. Faim cruelle (The Chinese Restaurant)
7. Le Répondeur (The Phone Message)
8. L’Appartement (The Apartment)
9. Soirée gâchée (The Stranded)
10. La Statue (The Statue)
11. La Crise cardiaque (The Heart Attack)
12. Vengeance (The Revenge)
13. Le Contrat (The Deal)

## Troisième saison (1991-1992)
1. La Main du masseur (The Note)
2. Toute la vérité (The Truth)
3. Le Chien (The Dog)
4. La Bibliothèque (The Library)
5. Le Stylo (The Pen)
6. Le Parking (The Parking Garage)
7. Le Q. I. (The Cafe)
8. L’Enregistrement (The Tape)
9. Chirurgie esthétique (The Nose Job)
10. La Voiture (The Alternate Side)
11. Le Point rouge (The Red Dot) alias Le Chandail
12. Le Suicidaire (The Suicide) alias C'est du suicide
13. Le Métropolitain (The Subway) alias Transports urbains
14. Le Distributeur de bonbons (The Pez Dispenser)
15. Ami ami [1/2] (The Boyfriend alias The New Friend: Of Mastodons and Men)
16. Ami ami [2/2] (The Boyfriend alias The New Friend: Of Mastodons and Men)
17. Le Rendez-vous (The Fix-Up)
18. La Limousine (The Limo)
19. Le Bon Samaritain (The Good Samaritan)
20. La Lettre (The Letter)
21. La Place de stationnement (The Parking Space)
22. Les Clés (The Keys)

## Quatrième saison (1992-1993)
1. Le Voyage [1/2] (The Trip)
2. Le Voyage [2/2] (The Trip)
3. Le Show [1/2] (The Pitch)
4. Le Show [2/2] (The Ticket)
5. Le Portefeuille [1/2] (The Wallet)
6. La Montre [2/2] (The Watch)
7. L'Enfant bulle (The Bubble Boy)
8. Les Lettres (The Cheever Letters)
9. L'Opéra (The Opera)
10. La Vierge (The Virgin)
11. Le Pari (The Contest)
12. L’Aéroport (The Airport)
13. L’Indiscrétion (The Pick)
14. L’Avocate (The Visa)
15. Quel Cinéma ! (The Movie)
16. En être ou ne pas en être (The Outing)
17. Les Chaussures (The Shoes)
18. Les Vieux (The Old Man)
19. Les Faux Seins (The Implant)
20. Parking réservé (The Handicap Spot)
21. Le Bonbon à la menthe (The Junior Mint)
22. La Petite Odeur (The Smelly Car)
23. Le Pilote [1/2] (The Pilot)
24. Le Pilote [2/2] (The Pilot)

## Cinquième saison (1993-1994)
1. La mangue (The Mango)
2. Les lunettes (The Glasses)
3. La chemise bouffante (The Puffy Shirt)
4. L’Allergie (The Sniffing Accountant)
5. La Circoncision (The Bris)
6. La Sourde (The Lip Reader)
7. Le Yaourt maigre (The Non-Fat Yogurt)
8. Le Coiffeur (The Barber)
9. La Masseuse (The Masseuse)
10. La Statue indienne (The Cigar Store Indian)
11. La Conversion (The Conversion)
12. Les Toilettes (The Stall)
13. L'Océanologue (The Marine Biologist)
14. Le  Dîner (The Dinner Party)
15. La Tarte aux pommes (The Pie)
16. La Doublure (The Stand-In)
17. Un mariage à l'essai (The Wife)
18. L'Incendie (The Fire)
19. Les Imperméables [1/2] (The Raincoats)
20. Les Imperméables [2/2] (The Raincoats)
21. Un week-end dans les Hampton (The Hamptons)
22. La Transformation (The Opposite)

## Sixième saison (1994-1995)
1. Le Chaperon (The Chaperone)
2. La Grande Salade (The Big Salad)
3. La Collecte de dons (The Pledge Drive)
4. La Chinoise (The Chinese Woman)
5. Le Canapé (The Couch)
6. La Gymnaste (The Gymnast)
7. La Soupe (The Soup)
8. La Boutique familiale (The Mom & Pop Store)
9. La Secrétaire (The Secretary)
10. L’Échange (The Switch)
11. La Course (The Race)
12. L’Étiqueteuse (The Label Maker)
13. Le Contrevenant (The Scofflaw)
14. La Centième (Highlights of a Hundred alias The Clip Show)
15. La Couverture (The Beard)
16. La Bise (The Kiss Hello)
17. Le Portier (The Doorman)
18. Jimmy (The Jimmy)
19. Le Gribouillage (The Doodle)
20. Le Jerry Fusilli (The Fusilli Jerry)
21. Le Club diplomate (The Diplomat's Club)
22. Le Supporter (The Face Painter)
23. La Doublure (The Understudy)

## Septième saison (1995-1996)
1. Une vie de chien (The Engagement)
2. Décalage (The Postponement)
3. Le Maestro (The Maestro)
4. Quelle salade (The Wink)
5. Bains à remous (The Hot Tub)
6. Le Cuistot nazi (The Soup Nazi)
7. Le Code Secret (The Secret Code)
8. Le Monde de George (The Pool Guy)
9. Pénurie (The Sponge)
10. Une histoire à la gomme (The Gum)
11. Du bon pain (The Rye)
12. Le Soutien-gorge (The Caddy)
13. Seven (The Seven)
14. En voiture [1/2] (The Cadillac)
15. Dérapages [2/2] (The Cadillac)
16. La Pomme de douche (The Shower Head)
17. Quand Jerry rencontre Sally (The Doll)
18. Tenue correcte exigée (The Friars Club alias The Gypsies)
19. Le Blasé du blazer (The Wig Master)
20. La Calzone (The Calzone)
21. Gare aux consignes [1/2] (The Bottle Deposit)
22. Le Garagiste fou [2/2] (The Bottle Deposit)
23. La Pantalonnade (The Wait Out)
24. Les Invitations (The Invitations)

## Huitième saison (1996-1997)
1. La Fondation (The Foundation)
2. Gaga (The Soul Mate)
3. Bizzare Land (The Bizarro Jerry)
4. Danse avec les fous (The Little Kicks)
5. Le Paquet (The Package)
6. Poker Mentor (The Fatigues)
7. Les Chèques (The Checks)
8. Poulet au vinaigre (The Chicken Roaster)
9. L’Abstinence (The Abstinence)
10. Naufrage (The Andrea Doria)
11. Combats de coqs (The Little Jerry)
12. L'Argent (The Money)
13. La Revanche (The Comeback)
14. Les Voyous (The Van Buren Boys)
15. Suze, ça use (The Susie)
16. Brosse à dents et porte clefs (The Pothole)
17. Le patient anglais (The English Patient)
18. Comme un poisson dans l’eau (The Nap)
19. Ta da ta da (The Yada Yada)
20. Vivement l’an 2000 (The Millennium)
21. Le Touriste (The Muffin Tops)
22. Le Bel été de George (The Summer of George)

## Neuvième saison (1997-1998)
1. Rasage au beurre (The Butter Shave)
2. La Voix (The Voice)
3. Un peu de sérénité (The Serenity Now)
4. Amour, délices et paté de campagne (The Blood)
5. Du van dans les voiles (The Junk Mail)
6. Le Show Merry Griffin (The Merv Griffin Show)
7. Tranche de cake (The Slicer)
8. Trahison (The Betrayal)
9. L’Excuse (The Apology)
10. Dans la soupe (The Strike)
11. Prix d'ami (The Dealership)
12. La Toison d’homme (The Reverse Peephole)
13. La Vengeance de Sally (The Cartoon)
14. Le Coffre fort (The Strongbox)
15. L’Agenda électronique (The Wizard)
16. La Brûlure (The Burning)
17. La Librairie (The Bookstore)
18. La Grenouille (The Frogger)
19. La Bonne (The Maid)
20. La Fête portoricaine (The Puerto Rican Day)
21. L'Album [1/2] (The Clip Show alias The Chronicle)
22. L'Album [2/2] (The Clip Show alias The Chronicle)
23. Grandeur et décadence (The Finale)
24. Grandeur et décadence (The Finale)